# Raita

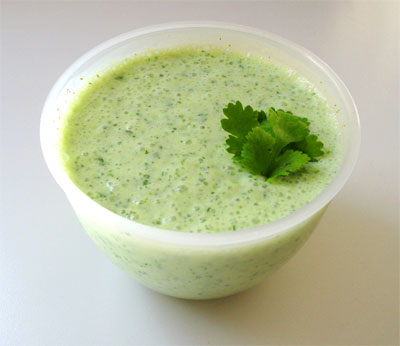
Raita z ogórkiem i miętą

Raita – potrawa kuchni indyjskiej; rodzaj dipu na bazie jogurtu z różnymi przyprawami, towarzyszący często daniu głównemu.